# Структурна лінгвістика
Структу́рна лінгві́стика — мовознавча дисципліна, об'єктом якої є мова, а предметом — формальна будова і організація мови загалом, а також формальна будова її твірних елементів (у плані вираження та в плані змісту). Виникла і розвинулася у І половині 20 століття. В межах структурної лінгвістики мову визначають як комунікативну семіотичну систему, що має свою структуру, яка твориться відношеннями мовних одиниць.
Засновником структурної лінгвістики прийнято вважати Фердинанда де Соссюра.
Значний внесок у структурну лінгвістику зробив Андре Мартіне.

## Історія
Засади структурної поетики складалися у сфері лінгвістики на основі ідей Фердинанда де Сосюра, значний внесок у їх розробку і застосування зробили члени празького лінгвістичного гуртка (Роман Якобсон, Я. Мукаржовський та інші), які висунули тезу «бінарних опозицій» (подвійних протиставлень), що дають можливість точно осягнути функції елементів будь-якого висловлювання. Розглядаючи текст літературного твору крізь призму здобутків семіотики, прихильники структуралізму у літературознавстві прагнули наблизити літературознавство до точних наук, уникнути розпливчастості і суб'єктивізму, характерних для психологічної та культурно-історичної шкіл у літературознавстві.
Структуралізму у літературознавстві не був однорідним напрямом; конкурували між собою французька (Ц. Тодоров, Ролан Барт та інші) і англо-американська (Ч.-С. Пірс, Ч. Морріс) школи, виокремлювалися психоаналітична (Жак Лакан) і соціологічна (Л. Гольдман) тенденції. Структуралізм у літературознавстві активно практикувався літературознавцями Польщі, Чехії, Угорщини. В колишньому СРСР структуральні підходи до культури, зокрема до художньої літератури, здійснювали представники тартусько-московської семіотичної школи, що, незважаючи на несприятливі історичні умови, стали небуденним явищем у радянській науці.
При різних модифікаціях та інтерпретаціях структуралізму, у літературознавстві виявилися плідними спроби докладного аналізу внутритекстових відношень, бінарних опозицій на різних рівнях структури художнього твору, особливо в дослідженнях художнього мовлення, віршування, композиції, сюжету твору. Структуралізм у літературознавстві протистояв догматизмові і суб'єктивізму. Свідченням того, що він не міг стати універсальним методом дослідження художніх явищ, є його власна еволюція, поява вже на початку 70-х XX ст. так званого постструктуралізму, започаткованого працями Жака Дерріди та Юлії Кристевої у Франції, популярність культурної антропології, металінгвістики тощо.